# Кастелина (Равена)
Кастелина (итал. Castellina) је насеље у Италији у округу Равена, региону Емилија-Ромања.
Према процени из 2011. у насељу је живело 101 становника. Насеље се налази на надморској висини од 150 м.